# Yoda
Yoda je izmišljeni lik iz serijala Ratovi zvijezda. Pojavljivao se u šest od osam filmova, ne imavši nastupe u Novoj nadi i Sila se budi. Yoda umire u Povratku Jedija, u starosti od otprilike 900 godina. Još jednom se kao Jedi duh pojavljuje u Posljednji Jedi. Yoda je trenirao mnoge Jedije, najznačajnije Obi-Wan Kenobi, Grof Dooku, Luke Skywalker, a prema mnogima se smatra najvećim Jedijem koji je ikad postojao.

## Glas i animacija
Frank Oz je posudio svoj glas Yodi u svih 6 filmova, a svoje lutkarske vještine upotrijebio je u I., te IV., V. i VI. nastavku serijala. U ostalim nastavcima, gdje Yoda više nije bio lutka, utjelovio ga je Warwick Davis. Za radijsku izvedbu Imperij uzvraća udarac i Povratka Jedija, glas mu je posudio John Lithgow, dok je Tom Kane svoj glas posudio u nekoliko videoigara, te animiranim serijalima Ratovi klonova iz 2003. i iz 2008. U japanskoj verziji prije navedenih animiranih serija, Yodi je glas posudilo nekoliko glumaca među kojima su i Ičirō Nagai, Hitoši Takagi, Minoru Učida i Mahito Cuđimura.

## O liku

### Pregled
Yoda je u svim svoji pojavljivanjima prikazivan kao izuzetno moćan Jedi. Autor serijala, George Lucas je ispočetka želio da i Yoda, kao i ostali likovi, ima puno ime, koje je zapisao kao Minch Yoda, no odlučio je taj detalj, kao i većinu ostalih iz Yodina života, ostaviti tajnim. Pitanje rase kojoj Yoda pripada također je tajna i do danas i svugdje se navodi kao nepoznato. Yoda je poznat i po karakterističnom govoru u kojem na zabavan način mijenja redoslijed riječi.
U ranoj fazi razvoja Nove nade, Lucas je planirao uvođenje vrste nazvane Whilliji, sveprisutne rase koja je trebala preuzeti ulogu pripovjedača. Obožavatelji su uskoro postulirali da bi Yoda, kao i likovi Yaddle i Vandar Tokare, trebali biti Whilliji. Nedavno se pojavila i referenca na šamana rase Whillija u romanu Ratovi zvijezda III: Osveta Sitha što potvrđuje kanonski status te rase u franšizi Ratova zvijezda. No, sam Lucas je oštro demantirao da Yoda pripada rasi Whillija. Zapravo, o Yodinom životu prije radnje prvog filma se ne zna skoro ništa.
Zna se također da je Yoda bio učitelj mnogim iskatnutim Jedijima kao što su kasniji Sith Grof Dooku, Obi-Wan Kenobi, kojeg je učio nakratko prije nego što je to preuzeo Qui-Gon Jinn, Ki-Adi-Mundi, Kit Fisto, Mace Windu i na koncu Luke Skywalker, koji mu je bio posljednji učenik prije smrti. Također se zna da je Yoda učitelj koji podučava sve mlade Jedije osnovama prije no što dobiju svog osobnog učitelja. 
Zanimljivo je kako je Yoda, iako ni u jednom filmu nije imao glavnu ulogu, uvijek bio iznimno važan lik u filmovima i karika koja je uvijek utjecala na tijek radnje filma u svojim kratkim pojavljivanjima koja su uvijek imala važan utjecaj, ili preko usmenih poruka koje je prenosio ili preko situacija u kojima je pokazivao svoje zavidne sposobnosti kao Jedi. 

### Fantomska prijetnja
Kronološki gledajući, Yoda je prvi put predstavljen u Fantomskoj prijetnji kada Qui-Gon Jinn dovodi mladog Anakina pred Vijeće Jedija. Qui-Gon govori vijeću kako je Anakin "Odabrani" koji će donijeti balans Sili i zahtijeva odobrenje da ga uzme za učenika čim Obi-Wan Kenobi završi svoj trening i postane Jedi vitez. Tijekom razgovora s Anakinom, Yoda u mladom dječaku osjeti strah i kaže mu staro pravilo:
Yoda je upravo ovim riječima, doduše nije to još stopostotno znao tada, predvidio Anakinovu sudbinu i prelazak na tamnu stranu. Vijeće je kasnije odbilo Qui-Gonov zahtjev, a Yoda je bio jedan od glavnih koji je utjecao na tu odluku. Rekao je kako je vidljivo da je Anakin još uvijek pod utjecajem činjenice da je bio rob i kako još uvijek ima previše snažne osjećaje prema majci kako bi se sigurno trenirao. Naglasio je, kao najmudriji od svih Jedija, kako je Anakinova budućnost maglovita i kako ne može donijeti konkretan zaključak. 
No, na kraju filma, Sith lord Darth Maul ubija Qui-Gona, te kasnije sam biva ubijen od strane Obi-Wana, i Vijeće ipak odluči promijeniti odluku, no Anakinov učitelj ne postaje Qui-Gon već Qui-Gonov učenik Obi-Wan, koji je u to vrijeme već postao vitez. 

### Klonovi napadaju
U drugom filmu, Klonovi napadaju, čija je radnja smještena 10 godina nakon Fantomske prijetnje, Yoda je jedan od mnogih Jedija koji su zabrinuti oko pojave Separatista, skupine sustava čiji je cilj rušenje Republike. Nakon drugog pokušaja atentata na senatoricu Padmé Amidala, senator Palpatine "predlaže" da bude pod zaštitom Obi-Wan Kenobija i njegovog učenika Anakina Skywalkera, što je bilo pogubno za Anakinove emocije. 
Kasnije Obi-Wan, Anakin i Padmé padaju u ruke Separatista i njihovog vođe, Sitha grofa Dookua i bivaju "osuđeni" na smrt. Yoda, zajedno s mnogim drugim Jedijima među kojima su bili i Mace Windu i Ki-Adi-Mundi, predvodi novonastalu vojsku klonova s ciljem oslobađanja zarobljenika. U velikoj borbi, koja je ujedno i klimaks filma, Yoda sa saveznicima uspijeva spasiti zarobljenike. Dooku pak uspije pobjeći, a Anakin i Obi-Wan kreću za njim. U dvoboju, njih dvoje nisu dovoljno snažni da ga pobijede, te Dooku, nakon što je onesvijestio Obi-Wana, siječe Anakinu ruku i tako ga razoružava. U tom trenutku, šepajući sa svojim štapom, dolazi Yoda i započinje dvoboj s Dookuom, koji je ujedno bio i njegov bivši učenik. Iako Yoda izgleda star i fizički ograničen, u ovom dvoboju pokazuje iznimne sposobnosti sa svjetlosnim mačem, veliku agilnost i pokretljivost, te iznimnu spoobnost kontrole Sile i tako potvrđuje svoj status najvećeg Jedija u povijesti. Iako vidljivo bolji, Yoda ne uspijeva svladati Dookua koji na kukavički način pobjedne iz dvoboja. Dooku je pomoću Sile prenio veliku i tešku metalnu konstrukciju iznad Obi-Wana i Anakina te time Yodu ostavio s dvije mogućnosti - spasiti prijatelje ili zaustaviti Dookua. Yoda se odlučio za bolju - spasio je prijatelje tako što je sam iskoristio Silu kako bi pomakao konstrukciju. Dooku je iskoristio taj trenutak i pobjegao, te time završio taj dvoboj. 

### Ratovi klonova
Na samom početku animirane serije Ratovi klonova, Yoda je, kao i mnogi drugi istaknuti Jediji, postao general. Jedan od Yodinih zadataka je da prati senatoricu Padmé na neimenovani planet, no tijekom puta osjeti kako je nekoliko Jedija u opasnosti na plenatu Ilum. Koristeći misaoni trik Jedija, natjera kapetana Typhoa da ih odvede na Ilum, gdje je Yoda spasio dva Jedija i otkrio poruku grofa Dookua kojom je dao naredbu za uništenje Jedi hrama na Ilumu. 
U kompjuteriziranoj verziji Ratova klonova možemo vidjeti Yodu kako potpuno sam pobjeđuje veću skupinu droida, te uz to obavlje mnoge druge misije. Ova serija još traje i radnja joj se odvija nakon 21. epizode izvorne animirane serije. 
U posljednjoj epizodi izvorne animirane serije, Yoda se bori s Maceom Winduom kako bi zaštitio Coruscant, koji je pod napadom Separatista. Njih dvoje uskoro shvate kako je cijela borba samo diverzija kako bi vođa Separatista general Grievous oteo kancelara Palpatinea. Windu sam odlazi do hangara klonova kako bi zaustavio otmicu, nod stiže prekasno kako bi spasio kancelara. Od ovog trenutka je započela radnja Osvete Sitha.

### Osveta Sitha
U Osveti Sitha, Yoda je predvodnik Jedija čiji je glavni cilj otkrivanje identiteta vođe Sitha, zloglasnog Darth Sidiousa. U isto to vrijeme, dok je borba sa Separatistima još u tijeku, kancelar Palpatine, kojeg su na početku filma Obi-Wan Kenobi i Anakin Skywalker spasili iz ruku grofa Dookua, uzima skoro diktatorske ovlasti i počinje se miješati u rad Jedija, ponajviše preko njegovog utjecaja na mladog Anakina. Yoda, zajedno s ostalim Jedijima konstantno izražava svoje nezadovoljstvo ovim potezom. Uskoro Palpatine imenuje Anakina za svog osobnog predstavnika u Vijeću Jedija, što bi mladom vitezu ujedno donijelo i čin Jedi Mastera. Iako mu Vijeće daje članstvo, ne dozvoljava mu čin Jedi Mastera uz obrazloženje da unatoč svemu mora zaslužiti tu titulu. Vijeće je ovako izbjeglo moguće Palpatineovo direktno uplitanje u rad Vijeća preko Anakina. Ovo je ujedno i prvi put u povijesti da je netko tko nije bio Jedi Master postao član Vijeća. Yoda je bio jedan od glavnih pobornika ove teorije, te je i dalje bio nesiguran oko Anakinove sudbine kao što je bio i u Fantomskoj prijetnji. Ovi će se Yodini činovi pokazati kao djelotvorni, no samo na kratko vrijeme. Nakon što mu je odbijen zahtjev za titulom Mastera, Anakin se naljutio na Vijeće i polako počeo gubiti vjeru u Jedije. 
Uskoro Anakin traži Yodin savjet oko proročkih vizija koje ima u snovima i koje govore da će netko njemu blizak umrijeti. Anakin se boji da će to biti Padmé. Yoda, koji nije svjestan Anakinovih emocija prema Padmé, savjetuje Anakinu sljedeće:
Anakin je nazadovoljan Yodinim odgovorom jer nije spreman prestati voljeti Padmé. Tada se obrati Palpatineu, koji mi je dugo vremena služio kao oslonac, za pomoć. Ovaj tada otkrije kako je on Darth Sidious, Sith kojeg svi traže, i izmanipulira mladog Anakina da pređe na tamnu stranu i postane Sith. Kako bi ga potpuno pridobio, obećao mu je kako on može spasiti život one koju Anakin voli. Anakin se ispočetka bojao i odao je Palpatinea Maceu Winduu, no nakon što je Palpatine ubio njega, Anakin je bio spreman postati Sith i tako se "rodio" Darth Vader. Upravo se u ovom trenutku Yodina zabrinutost oko mladog Anakina pokazala opravdanom. 
Yoda se u međuvremenu nalazi na planetu Kashyyyku gdje nadgleda borbu ujedinjenih snaga klonova i Wookieja protiv Separatista. Istovremeno, Palpatine na Coruscantu ukida Republiku i mijenja je totalitarnim Galaktičkim Imperijem, a na čelo postavlja sebe kao Imperatora. Prije toga je već naredio Vaderu i klonovima koji su preostali na Coruscantu da eliminiraju sve Jedije koji su preostali na tom planetu. Tada Palpatine izdaje naredbu 66 prema kojoj su klonovi trebali ubiti sve Jedije s kojima su se hrabro borili protiv Separatista. Yoda preko Sile osjeti ubojstvo svakog od njegovih kolega i prijatelja, te, nakon što je bez imalo problema ubio klonove koji su trebali ubiti njega, bježi s Kashyyyka uz pomoć Wookieja Traffula i Chewbacce. Tada se nalazi s Obi-Wanom, jedinim preživjelim Jedijem uz njega, koji je srećom izbjegao smrt nakon što je porazio generala Grievousa, i kreće na Coruscant gdje je Palpatine postavio zamku za sve Jedije koji su možda preživjeli. Njih su dvoje, svjesni zamke, krenuli tamo kako bi spasili druge Jedije od pogibelji. Nakon što su lako eliminirali klonove koji su ih dočekali i ustanovili da su svi, čak i oni najmlađi, mrtvi, dogovirli su se da će se Yoda suočiti sa Sidiousom, a Obi-Wan s Vaderom, za kojeg su preko holograma saznali da je Anakin, te da je on novi Palpatineov učenik. No, Obi-Wan moli Yodu da njemu prepusti Siduousa jer on nije spreman ubiti Anakina. Yoda mu tada kaže:
Te mu na kraju doda:
Obi-Wan ipak pristane, a Yoda odlazi do Palpatinea. Nakon što jednim potezom ruke onesposobi njegove osobne čuvare počinje dvoboj s njim. Do izražaja ponovo dolaze Yodine fenomenalne sposobnosti borbe svjetolsnim mačem i manipuliranjem sile. Tijekom dvoboja Yoda u nekoliko navrata uspije apsorbirati Sidiousovu grmljavinu sile golim rukama, nešto što nijedan drugi Jedi nije mogao. Nakon borbe u kancelarovom uredu, dvoboj se seli u sjedište Senata kojeg Yoda i Sidious, ponajviše Sidious, uvelike unište. Yoda je nekoliko puta uspješno odbio platofrme za senatore koje je na njega poslao Sidious i skakanjem na njih i preko njih ponovo demonstrirao svoju agilnost. Tada je Yoda iznenadno krenuo svjetlosnim mačem na Sidiousa, no ovaj mu je odbio mač grmljavinom Sile i krenuo na njega. No, Yoda je golim rukama apsorbirao tu grmljavinu, što od svih Jedija može samo on, i svladao Sidiousov napad i tako stvorio jak udar u kojem su obojica od udara odletjeli. Sidious se uspio pridržati za platofrmu na kojoj je bio, dok Yoda nije, te je pao na dno. Iako je Yoda u tom dvoboju najboljeg Jedija i najboljeg Sitha pokazao veće znanje, dvoboj je završio neriješeno jer se Yoda morao povući, neizvršivši svoju misiju. Yoda tada, zajedno s Obi-Wanom koji odlazi na Tatooine, odlazi u egzil na udaljeni sustav Dagobah. Na samom kraju filma saznajemo kako Yoda komunicira s Obi-Wanovim učiteljem, Qui-Gon Jinnom koji je otkrio način kako se, kao duh sile, vratiti među žive. Iako film ne obraća previše pažnje na to, roman nam otkriva kako je Yoda postao Qui-Gonov učenik, ta kako je od njega naučio tajnu besmrtnosti, te ju kasnije prenio Obi-Wanu. U petom i šestom filmu se vidi kako su Yoda i Obi-Wan primijenili tu sposobnost i iako mrtvi i dalje ostali među živima i pomagali Lukeu Skywalkeru. 
Yoda je imao i važnu ulogu po pitanju Anakinove djece s Padmé. Nakon što je Padmé umrla po porodu, Yoda je predložio da se Luke i Leia sakriju od Vadera i njegovog utjecaja. Leiu je usvojio senator Bail Organa, koji sam nije mogao imati djecu, a Lukea je Obi-Wan predao obitelji Lars, koja je bila u rodu s Anakinom. Tako su lokacije te djece znali samo Yoda, Obi-Wan, te obitelji Organa i Lars.

### Imperij uzvraća udarac
Nakon što nema nastupa u Novoj nadi, Yoda se pojavljuje u petom filmu, Imperij uzvraća udarac. Saznajemo kako još uvijek boravi na udaljenom sustavu Dagobah gdje ga, nakon inzistiranja Obi-Wana, koji je u petom filmu duh sile, pronalazi Luke Skywalker kako bi ga ovaj podučavao da postane Jedi. 
Iako upoznaje Yodu odmah po dolasku, Yoda mu se ne predstavlja kao Jedi, već kao luckasti, šaljivi stanovnik planeta. Isprva, on namjerno provocira Lukea i njegovog droida R2-D2 kako bi malo više saznao o njima. Kopa im po stvarima, udara droida i krade Lukeu stvari, no dobiva taj komfort jer govori Lukeu da zna gdje je Yoda i da ga može upoznati s njim. Nakon što mu uzme nekakvu svjetiljku i kaže Lukeu kako mu neće pomoći ako mu je ovaj ne da, Yoda, nakon što mu ovaj da svjetiljku, ipak pristane ispuniti Lukeovu želju. No, Yoda uoči mnoge mane kod Lukea, iste mane koje su njegovog oca otjerale na tamnu strani i odbija ga podučavati. No, nakon inzistiranja Obi-Wanovog duha, Yoda ipak pristane. Trening nije bio jednostavan i zahtijevao je potpuno posvećivanje zadatcima koji su uključivali nošenje Yode na leđima i manipulacije Silom u isto vrijeme, pokušaj podizanja Lukeove letjelice koja se zaglavila u močvari planeta, vježbe sa svjetlosnim mačem i suočavanje s imaginarnim Darth Vaderom, Lukeovim najvećim strahom. Zanimljivo je kako Luke nije uspio izvući letjelicu iz močvare, unatoč tome što je bio blizu, dok ju je Yoda, unatoč dobi od 899 godina, izvukao bez problema pokazavši tako da i dalje ima veliku sposobnost manipulacije Silom. Prije samog dovršavanja treninga, Luke dobiva predosjećaj kako su mu prijatelji i opasnosti te odluči prekinuti trening kako bi ih spasio. Odluči otići na Cloud City kako bi se suočio s Vaderom i spasio svoje prijatelje, no ipak daje Yodi obećanje kako će se vratiti. Nakon što ga ne uspiju uvjeriti da ostane, unatoč tome što su mu rekli da je to zamka, Yoda i Obi-Wan gledaju kako Luke odlazi u zamku. 
Obi-Wan tada kaže kako je Luke njihova "zadnja nada", dok Yoda na to mudro doda kako "postoji još jedna".

### Povratak Jedija
Yodin sljedeći nastup, ako se gleda kronološki, je u šestom filmu iz serijala - Povratak Jedija, čija je radnja smještana godinu dana nakon radnje petog filma. Saznajemo kako Yoda i dalje obitava na Dagobahu. Kada se Luke, koji je uspio izbjeći Vaderovu zamku, vraća da dovrši trening nalazi Yodu slabog i shrvanog bolešću. Yoda mu tada govori da je on svoj trening završio, no da neće postati Jedi sve dok se ne suoči s Vaderom i dok ga ne porazi. Yoda također potvrđuje Lukeu da Vader doista je njegov otac, što mu je Vader već rekao u petom filmu. Još mu kaže kako osim njega "postoji još jedan Skywalker". Nakon ovog razgovora, Yoda umire u svojoj 900. godini života. No, Yoda je, naučivši tu sposobnost od Qui-Gona, postao duh sile i tako ostao kao pripomoć Lukeu. Luke tada saznaje o svojoj prošlosti od Obi-Wana, te saznaje da je Skywalker na kojeg je mislio Yoda zapravo princeza Leia. 
U posljednjoj sceni filma, tijekom proslave na Endoru, nakon što je Imperij uništen, a Imperator ubijen, možemo vidjeti duh Yode kako ponosno gleda na proslavu pobjede zajedno s duhovima Obi-Wana i Anakina Skywalkera.

### Posljednji Jedi
U filmu Posljednji Jedi se Yoda u obliku duha pojavljuje pred kraj filma kod Lukea na Ach-To. 
Kada se Luke uputi da zapali stablo u kojemu se nalaze stari Jedi tekstovi- ne znajući da ih je Rey ponijela sa sobom- odjednom začuje glas Yode iza sebe. Luke zastane i odustane od svoje namjere no Yoda prizove gromove i zapali stablo, objašnjavajući kako tajna znanja ne leži u tekstovima nego u učitelju koji mora znanje prenjesti te da je bitno učiti od svojih pogrešaka ("The greatest teacher, failure is."). Zajedno u tišini promatraju kako stablo dalje gori.

## Dizajn
Yodin izgled je izvorno dizajnirao britanski kostimograf Stuart Freeborn, koji je Yodino lice temeljio djelomično na svome, a djelomično na onom Alberta Einsteina. U izvornoj trilogiji, Yoda je bio lutka koju je kontrolirao i kojoj je glas posudio Frank Oz. Suprotno općem mišljenju, Yoda nikad nije dizajniran kao Muppet. Dapače, Yoda je dizajniran skroz neovisno u Hensonovoj kompaniji, osim sitnih konzultacija koje su bile prisutne. 
U Fantomskoj prijetnji je dizajniran kako bi izgledao mlađe. Osim dvije scene gdje je računalno generiran, Yoda je u većini scena i dalje bio lutka. Lutku je, prema Freebornovom izvornom dizajnu, redizajnirao Nick Dudman. 
U Napadu klonova i Osveti Sitha, Yoda je u potpunosti računalno generiran što je dalo potpuno nove mogućnosti s likom, od kojih su najslavnije one gdje vidimo Yodine vještine borbe i manipulacije Silom. U Osveti Sitha možemo vidjeti njegovo lice u nekoliko krupnih kadrova što je zahtijevalo naprednu računalnu tehnologiju. No, unatoč ovoj tehnologiji, Yoda je i dalje rađen kako bi što više sličio lutki, te su i dalje vidljive neke "pogreške" koje su, doduše, namjerno napravljene. 
Yoda je također računalno generiran za Fantomsku prijetnju, te će se prvo takvo izdanje Yode u tom filmu moći naći u nekom od budućih izdanja ovog serijala.

## Vanjske poveznice
- Yoda u StarWars.com datoteci
- Yoda na Wookieepedia, a Star Wars wiki
- Yoda na IMDb